# Angel Villerot
Pour l’ancienne commune située en Belgique, voir Villerot.
Angel Villerot, né le 24 mai 1913 à Rogéville (Meurthe-et-Moselle) et mort le 19 mars 2006 à Biarritz (Pyrénées-Atlantiques) est un militaire et Français libre, compagnon de la Libération.

## Biographie

### Jeunesse
Apprenti tourneur, il choisit de s'engager dans l'armée pour trois ans en 1932 et est affecté l'année suivante au 21e Régiment d'infanterie coloniale (21e RIC) à Nancy. 
En 1934, il part pour l'Indochine. Il y sert au 19e Régiment mixte d'infanterie coloniale (19e RMIC) puis à la compagnie blindée du 9e RIC. 
Il rentre en métropole en 1936 et est promu caporal en 1937 puis sergent en 1938.

### Seconde Guerre mondiale
En octobre 1939, il est affecté en Afrique-Équatoriale française, au Cameroun dans le régiment de tirailleurs sénégalais du Tchad.
Refusant l'armistice, il rallie la France libre au Tchad et intègre la colonne Leclerc. Il combat à Koufra en février et mars 1941 où il reçoit une citation et est promu sergent-chef. Il participe à la campagne du Fezzan en février 1942 où il est une nouvelle fois cité.
En avril 1942, il est promu adjudant. Il combat ensuite en Tunisie avec la force L. En décembre 1943, il rejoint le régiment de marche du Tchad qui vient d'être créé au sein de la 2e DB.
Après un entrainement au Maroc, le régiment part pour l'Angleterre en mai 1944.
Il débarque au sein de la 2e DB le 1er août en Normandie et combat à Alençon, au Mans et dans la forêt d'Écouves au sein de la Compagnie d'accompagnement du 2e bataillon du régiment. Angel Villerot entre dans Paris avec son régiment le 25 août, il sert alors comme sous-officier adjoint de la section d'obusiers. Il s'illustre peu après à Pierrefitte en détruisant un blindé allemand et plusieurs mitrailleuses.
Devenu adjudant-chef, il combat lors de la bataille des Vosges, à Vittel puis à Contrexéville. Il est blessé par balle à Baccarat lors d'une patrouille de nuit et ne reprend le combat qu'un mois plus tard pour la libération de Strasbourg. En janvier 1945, il combat en Alsace, devant Neuf-Brisach. À la fin de la guerre, en juin 1945, il est nommé sous-lieutenant.

### Après-guerre
Après guerre, il se porte volontaire pour l'Indochine où il sera blessé deux fois, de nouveau par balle, en décembre 1946 puis en janvier 1947 à Hanoï. Promu lieutenant, il rentre en métropole en 1947 où il passe son brevet de parachutiste puis retourne en Indochine où il est de nouveau blessé par balle,.
Il rentre alors en France en août 1950 et est affecté ensuite en Afrique.
En janvier 1954, il est nommé capitaine puis sert en Algérie avec le 7e régiment d'infanterie et est ensuite affecté à Bayonne à la 1re demi-brigade coloniale de chasseurs parachutistes (1re ½ BCCP).
En 1962, il est envoyé au Tchad pour former la nouvelle armée nationale.
Il prend sa retraite de l'armée en 1965.
Il meurt à 92 ans le 19 mars 2006 à Biarritz et inhumé dans la commune voisine d'Anglet.

## Distinctions
- Grand officier de la Légion d'honneur (31 juillet 2001)[3]
- Compagnon de la Libération par décret du 23 mai 1942[2]
- Médaille militaire
- Croix de guerre 1939–1945 (4 citations)
- Croix de guerre des Théâtres d'opérations extérieurs (3 citations)
- Médaille coloniale avec agrafes "Koufra", "Fezzan 42", "Fezzan-Tripolitaine 43" et "Extrême-Orient"
- Insigne des blessés militaires
- Médaille commémorative française de la guerre 1939–1945
- Médaille commémorative de la campagne d'Indochine
- Presidential Unit Citation (États-Unis)[2]
- Officier de l'ordre national du Tchad
- Officier de l'Étoile d'Anjouan[2]
- Officier de l'Étoile noire (Bénin)[2]